# Два адмирала
Два адмирала (англ. The Two Admirals) — морской роман Джеймса Фенимора Купера, впервые опубликованный в 1842 году. Действие романа разворачивается в XVIII веке и описывает Британский Королевский военно-морской флот. Роман был написан при поддержке издателя, который порекомендовал написать ещё один морской роман. Купер изначально намеревался написать роман, в котором главными образами были корабли, но в конце концов решил этого не делать. Роман — один из трёх, которые Купер перерабатывал для последующих переизданий. Остальные два таких романа — «Следопыт» и «Зверобой».
После переиздания романа в 1860-х годах дочь Джеймса Фенимора Купера, Сьюзан Фенимор Купер, назвала роман «наименее удачным из его морских романов». Несмотря на то, что роман не имеет большого влияния на культуру, Стивен Харторн описывает его как одно из самых глубоких исследований Купера в области мужественности.
Оригинал рукописи романа в настоящее время хранится в отделе специальных коллекций библиотеки Виргинского Университета и содержит 257 страниц.